# موسیقی‌درمانی
موسیقی درمانی روشی است در جهت برخی اهداف درمانی با کمک موسیقی که می‌تواند مواردی از جمله تقویت و ساماندهی سلامت روحی و جسمی افراد را به دنبال داشته باشد. به عبارت دیگر از موسیقی درمانی برای بازیافت، نگهداری و تقویت سلامت جسمی و روحی و عاطفی استفاده می‌شود.
موسیقی درمانی مداخله‌ای است که گاهی برای ارتقای سلامت عاطفی، کمک به بیماران برای مقابله با استرس، افزایش تاب‌آوری و توسعه بهباشی استفاده می‌شود.

## تاریخچه
تاریخچه استفاده از موسیقی به عنوان روشی برای درمان به زمان ارسطو و افلاطون باز می‌گردد. از آن زمان به بعد رگه‌هایی از استفاده از اصوات و آهنگ‌ها برای درمان بیماری‌های مختلف بکار رفته‌اس اما در قرن بیستم فکر رسمی استفاده از موسیقی برای درمان مصدومین جنگ جهانی اول آغاز شد و هر چند استفاده از این روش درمانی با مشکلاتی همراه بود که با قدمهایی که برداشته شد، به‌تدریج این شاخه درمانی تکامل یافت و انجمنهای متعددی تشکیل گردید. به‌طوری‌که در سال ۱۹۴۴ اولین برنامه آموزش موسیقی درمانی در جهان در دانشگاه میشیگان آغاز شد.
در سال ۱۹۵۰ انجمن موسیقی درمانی آغاز به کار کرد. در سال ۱۹۷۱ انجمن موسیقی درمانی آمریکا یا AAMT آغاز به کار کرد. در سال ۱۹۸۵ فدراسیون جهانی موسیقی درمانی در سطح بین‌المللی به ثبت رسید. انجمن موسیقی درمانی ایرانی با اهداف بالا بردن سطح آگاهی افراد از فرایند موسیقی درمانی و فواید آن و بالا بردن امکانات تخصصی برای استفاده از این شیوه درمانی فعالیت خود را آغاز کرده‌است.

### پیشینه موسیقی درمانی در تاریخ ایران
نخستین سیستم نظام یافته آکادمیک موسیقی درمانی در ایران باستان بنا گردید. بر اساس کتیبه‌هایی که در سال ۱۳۴۹ یافت گردیده‌است در دانشگاه جندی شاپور اهواز دانش موسیقی و درمان با موسیقی از دپارتمان‌هایی بوده‌است که هر دانشجوی پزشکی آن زمان (۱۵۰۰ الی ۱۳۹۰ سال پیش) باید آن را می‌گذراند نکته جالبی که وجود دارد اینست که پرستارهایی برای بیمارستان‌های آن زمان پرورش می‌یافتند می‌بایست در نواختن چند ساز اصلی تبحر داشته باشند و بر این اساس موسیقی تجویز شده از پزشک را ارائه می‌کرده‌اند.
این موسیقی ارائه شده در هنگام زایمان زنان دربار ساسانی از لوازم کار یک پزشک بود از لحاظ پیشینه، موسیقی آرام بخش در ایران باستان با ظهور دین زرتشت آغاز شد. کتاب اوستا و اشعار آهنگین گات‌ها الهام بخش موسیقی دانان برای تصنیف آوازها و ملودی‌ها و همچنین تشکیل مراسم و آیین‌های موسیقایی بوده‌است. در واقع موسیقی در تاریخ ایران باستان در خدمت تلقینات دینی و اشارات مذهبی بوده‌است که اکنون در تمرینات تن آرایی انواعی از آن را شاهد هستیم.
بعد از حضور اسلام در ایران عمده فعالیت‌های موسیقی نوشتاری و نظری شد و بیشتر مطالب نظری رنگ و بویی از برداشت یونانیان داشت که با اعمال تغییراتی منتقل شده بودند. یونانی‌ها موسیقی را در میان موضوع‌های فلسفی مطرح می‌کردند و بیشتر فیلسوفان در کنار علوم دیگر در مورد موسیقی اظهار نظر می‌کردند. به‌طور اجمال آثار نوشتاری گذشتگان در مورد تأثیر موسیقی بر روح و نفس بیشتر بر محور طبایع و مزاج زمان و افلاک و سماع است که بزرگان حکمت، فلسفه، و پزشکی ضرورتاً نکاتی در این باب آورده‌اند.
از مهم‌ترین آثاری که در این زمینه وجود دارد قابوس نامه اثر کیکاووس بن قابوس بن وشمگیر است که به‌طور مفصل به اثر نواختن موسیقی در طبایع مختلف اشاره دارد. او بزرگ‌ترین هنر نوازندگی را از آن می‌داند که متناسب با طبع و حال شنونده بنوازند.«رامشگر (نوازنده) را بزرگترین هنر آنهاست که بر طبع مستمع رود».وی از نخستین مسلمانانی است که در اثر خود باب مهمی را به موسیقی درمانی اختصاص داده‌است وی پس از این که شیوه‌های عملکرد و برخورد اجتماعی یک موسیقی درمان گر را ذکر می‌کند براساس ۱-طبایع چهارگانه ۲- سن ۳- جنس شنونده موسیقی، نوعی موسیقی مربوط به آن طبقه‌بندی را توصیه می‌کند که متأسفانه بسیاری از گوشه‌هایی که عنصرالمعالی نام برده‌است در گذر زمان فراموش شده و تنها نامی از آن باقی نمانده‌است.
اشاره عنصرالمعالی به صفات دموی، صفراوی و … توجه به وضعیت روانی و عاطفی شنونده‌است در مبانی روش موسیقی و آواز دوره‌های مختلف زندگی را از هم تفکیک می‌کند. برای کودکان نغمه‌ها و آواز و نوازندگانی ساده و آسان و سبک را ذکر می‌کند. از دید او چون کودکان درک لطیف تری دارند برای آن‌ها ترانه ساخته می‌شود و نغمه‌هایی با وزن سبک تا راحت بفهمند و از آن لذت ببرند و برای اهل موسیقی و پیرامون موسیقی جدی را توصیه می‌کند. پس از این وصفی در انواع نواها با توجه به شغل افراد دارد من جمله «در سرا کار حریفان را همی نگرد اگر قوی مردمان خاصی مبین سزای عقل که حرف مطربی دانند (یعنی مردم خردمند) پس راه‌های نیک و نواهای نیک همی زن اما سرود بیشتر اندر پیری گوی اندر مذمت دنیا اگر قوی سپاهی و عیار پیشگان را بینی و دو بیتی‌های ماوراءالنهری گوی در حزب کردن و ستودن عیاری …»
اما در زمینه موسیقی درمان و فواید جسمی آن ابن سینا در دانشنامه علایی بابا بزرگی به نام بابا موسیقی دارد که سخنان بدیع از این نابغه پزشکی ذکر گردیده‌است همچنین در این زمینه در کتاب شفا بخش مهمی را بدین گفتار اختصاص داده‌است:
علم موسیقی جز وی است از بدن انسان که می‌گردد از دل و سینه تا ناف گاه بالا می‌رود و گاه پایین دل آید و از اول هر ماه تا سلخ، هر روزی در عضوی باشد از اعضاء رئیسه و همواره سیار با ستاره ارقنوع.
و این ستاره ارقنوع سیاره‌ای است رد وجودی آدمی به منزله آب و خون که هر روز در عضوی باشد پس در هر عضوی که باشد نبض را از او خبری است و نباض و حکیم را واجب است که علم ادوار را نیکو فراگیر تا بود که در تشخیص نبض کمتر خطا کند …
روز اول ماه عیش کمتر کند که نبضش در سر قحف باشد دوم ماه در دماغ سوم ماه در کام چهارم ماه در حنجره پنجم ماه در کیلوس، شش ماه در کیموس، هفتم ماه در سینه هشتم سر نهم در امعاء، دهم در احسا، یازدهم در ناف، دوازدهم بر دست‌ها، سیزدهم بر دست چپ، چهاردهم باز در دماغ رود.
و قرار بگیرد تا پانزدهم در کام باشد و شانزدهم ماه باز معاودت به قلب کند این مرتبه در هیچ مکان نیز تقلیل نکند تا به عروق صافن …
و باز رد اول ماه به قدرت حضرت الله رجعت در دماغ و سر کند جراح را واجب است که در روزی که ارقنوع و کوکب موسیقی در دماغ و حدقه چشم باشد دست علاج از امراض عین و دندان و تنقیه دماغ و جگر کوتاه دارد که محل خطر است و دیگر چندین مرض را حکمای فلسفه از علم موسیقی و مقالات و پرده و نغمات غریبه موزون معالجه می‌کرده‌اند مثل دق و سل و قولنج و تب صفراوی.
«…چنانچه هر نغمه که باشد به نسبت کواکب
سبعه تعلق به امراض مذکور دارد در روزگار قدیم حکما علاج بیمار به آلات طرب می‌کرده‌اند مناسب اوقات لیلی و نهاری در خانه خلوت مزین و روشن در نظر مریض ساز را به نوازش در می‌آورده‌اند تا این که به مرور آن مرض به اسهل وجوه بی مداوا او اشربه و از آن شخص زایل می‌شده‌است و در نسبت کواکب سبعه مذکور خواهد شد که هر ستاره به کدام مقام نسبت دارد و چون مغنی آواز بر کشد صدا از عروق قلبی و شرایین و مسا مات بدن استخراج شود و چون به حلقوم رسد از آنجا مابین کی لوس و کی موس رسیده نزاکت و لطافت به هم رسیده بیرون آید و موجب حال شود..
در این گفتارها به چند نکته عمده برخورد می‌کنیم :
۱-این سینا علم موسیقی را جزئی از ترکیب بدن انسان می‌داند که اگر دیدگاه او را بپذیریم به دید جدید از شیوه درمان گر موسیقی دست می‌یابیم (فراموش نکنید که آثار او را قرن‌ها در معتبرترین دانشگاه‌های اروپایی تا ابتدای قرن بیستم به عنوان مرجع تدریس می‌کرده‌اند.)
۲-بوعلی جوهره موسیقی را در اعضای بدن سیار می‌داند و به نظر او این حرکت از زمانبندی بسیار دقیقی تبعیت می‌کند و حتی بر همین مبنا تجویز درمان نموده یا پزشک را از درمان باز می‌دارد.
۳-ابن سینا شیوه درمان حکمای قدیم به وسیله موسیقی در مورد بیماری‌هایی مانند سل و تب صفراوی و قولنج را تأیید می‌کند ولی برخی از این نغمات درمان گر را «غریبه» می‌نامد که نشان می‌دهد قسمتی این دانش‌ها در زمان این سینا به غبار فراموشی آغشته بوده‌است.
۴-ابن سینا تأکید بر این نکته دارد که همانند کالبدی آسمانی و نجومی بسیاری از پدیده‌های پزشکی آن زمان «علم موسیقی» نیز پنداره‌ای فلکی دارد که بر اساس این پنداره در اعضای رئیسه بدن به تناوب مؤثر بوده و حتی توسط حکیم قابل بررسی و پایش (Monitoring) است.
وی دقیقاً ستاره ارقنوع را حاکم بر این بعد می‌داند و این خاصیت را به منزله آب و خون اعلام می‌دارد که در سراسر بدن جاریست و مطابق حرکات نجومی این ستاره می‌توان کیفیت نبض بیمار را پیش‌بینی و تعیین کرد.
۵-ابن سینا تکنیک موسیقی درمانی را بسیار کم عارضه و بی‌خطر می‌داند و اجرای آن را در زمان‌های مناسبی از شب و روز دانسته که بدون کمک دارو یا دستورهای خوراکی و آشامیدنی خاصی بیماری را زایل می‌کند وی با توجه به دانش پزشکی آن روزگار مکانیسم دقیقی را از تأثیر صورت موسیقی بر ارگان‌های بدن ذکر می‌کند که با عنایت به کواکب سبعه در زمان خاص خود مؤثر خواهد بود در اکثر نوشتارهای طب ایران توجه طبیبان قدیمی به اهمیت و تأثیر موسیقی در طبابت مشاهده می‌شود علی بن عباس محبوسی در کتاب کامل الصناعه می‌گوید:
«پزشک باید به آهنگ موسیقی آشنا باشد تا انگشتانش به گرفتن نبض ریاضت دریافت یابد تا رگ را به خوبی بشناسد»
در این گفتار نواختن موسیقی هم برای تقویت احساس و دقت (ریاضت) حواس (حتی حس بساوایی) برای دانش آموختگان طب توصیه می‌شود.

## روش‌های موسیقی درمانی
در موسیقی درمانی دو روش اساسی وجود دارد: روش فعال و روش غیر فعال، روش غیر فعال شامل شنیدن موسیقی است که بیماری با گوش دادن و شنیدن موسیقی که در حال نواخته شدن است، مورد درمان قرار می‌گیرد. در این روش بیشترین تأثیر عملکرد در جهت برانگیختن و تأثیر واکنش‌های عاطفی و ذهنی است. در حالی که در روش موسیقی درمانی فعال که نواختن، خواندن و حرکات موزون اساس کار است. واکنش‌های مختلف عاطفی، ذهنی، جسمی و حرکتی تحریک و برانگیخته می‌شوند. برنامه‌ها و روش‌های موسیقی درمانی متنوع و متناسب با نیاز افراد تنظیم و تدارک دیده می‌شود.

## کاربرد موسیقی در توانبخشی
با توجه به این که پردازش موسیقی در مغز در مناطقی متفاوت از مناطق درگیر در ادراک سایر اصوات از جمله گفتار صورت می‌پذیرد امروزه از موسیقی درمانی در توانبخشی ذهنی و جسمی و نیز کمک به رشد دقت شنیداری و بهبود توجه و تمرکز و در نهایت رشد مهارتهای گفتاری استفاده می‌شود. این امر در مورد کودکان مبتلا به اوتیسم و نیز مبتلایان به اختلال یادگیری بیشتر صدق می‌کند.

## موسیقی و درمان بی خوابی
موسیقی یا حتی نویز سفید میتواند به خواب افراد کمک کند. تحقیقات نشان داده است که موسیقی درمانی برای افراد مبتلا به اختلالات خواب یا بی خوابی مفید است. علیرضا کیارشی خواننده و محقق ایرانی میگوید در مقایسه با دارودرمانی و سایر درمان های رایج برای اختلالات خواب، موسیقی درمانی کمتر تهاجمی، مقرون به صرفه تر و کاری است که فرد می تواند به تنهایی انجام دهد. برخی از تکنیک‌ها، مانند درمان آرام‌سازی به کمک موسیقی، با ایجاد حالت آرامش‌بخش «قبل از خواب» به افراد مبتلا به مشکلات خواب کمک می‌کنند. همچنین می توان از آن در محیط هایی غیر از خانه مانند بیمارستان ها استفاده کرد.

## نوروفیزیولوژی ادراک موسیقی
دونالد الدینگ هب برنده جایزه نوبل پزشکی از جمله نورولوژیست‌هایی است که ضمن نگرش روان شناسانه و روان کاوانه در زمینه نوروفیزیولوژی موسیقی، پژوهش‌های مرجع را انجام داده‌است. وی معتقد است هوش، ادراک، و حتی هیجان‌ها از تجربه آموخته می‌شوند و با فرد به دنیا نمی‌آیند. هب بنیان‌گذار نظریه‌ای است که بیان می‌دارد : «نوزادان با یک سیستم شبکه‌ای از نورون‌هایی زاده می‌شوند که ارتباط درونی آن تصادفی است تجربه حسی سبب می‌شود که این شبکه عصبی سازمان یابد و وسایل تعامل مؤثر با محیط را فراهم آورد.»
در ادامه این تئوری دو مفهوم کلیدی را بیشتر توضیح خواهیم داد و آنگاه به ادامه قانون هب خواهیم پرداخت.
۱-مجتمع سلولی (شبکه نورونی):
بنا به نظریه هب هر شی و محیط که آن را تجربه می‌کنیم مجموعه‌ای از نورون‌ها را راه‌اندازی می‌کند که مجتمع سلولی (Ceifassembly) نام دارد به عنوان مثال وقتی که ما به یک مداد نگاه می‌کنیم توجه‌مان را از نوک مداد به مداد پاک کن و بدنه چوبی مداد تغییر می‌دهیم با تغییر توجه، نورون‌هایی که در آن زمان تحریک شوند با یک شی (مداد) مطابقت دارند. در وادی امر تمام این مجموعه عصبی مستقلاً عمل می‌کنند. وقتی شخصی به نوک مداد نگاه می‌کند دسته معینی از نورون‌ها تحریک می‌شوند اما آن‌ها در ابتدا بر نورون‌هایی که در هنگام نگاه کردن شخص به ته مداد یا بدنه چوبی آن تحریک می‌شوند تأثیر نمی‌گذارند با این حال تعداد به مجاورت زمانی بین تحریک نورون‌هایی که با نوک مداد مطابقت دارند قسمت‌های مختلف راه‌های عصبی با هم ترکیب می‌شوند. هب ابزاری دارد که مجتمع‌های سلولی نظام‌های عصبی پویا هستند نه ثابت و ایستا وی مکانیسم‌هایی را نام می‌برد که از طریق آن‌ها نورون‌ها می‌توانند به مجتمع‌های سلولی بپیوندد یا آن‌ها را ترک گویند و به مجتمع هب فرصت دهند تا از راه یادگیری یا تحول پالایش یابند وقتی که یک مجتمع سلولی اساس نورولوژی اندیشه یا فکر است و بدین ترتیب اثبات می‌کند چرا حضور یک شی آشنا یا شنیدن یک ملودی آشنا با یک شخص مورد علاقه ما احتیاجی به تلاش برای فکر کردن دوباره آن ندارد.
۲-زنجیره‌های مرحله‌ای (Phase Sequences)
درست همان طور که جنبه‌های مختلف یک شی از لحاظ عصب شناختی با هم ارتباط می‌یابند و شبکه‌های نورونی را به وجود می‌آورند یک زنجیر مرحله‌ای بنابر تعریف دکتر هب یک رشته فعالیت درهم ادغام شده موقت مجتمع سلولی است که در جویبار اندیشه یک جریان به حساب می‌آید. پس از این که یک زنجیره مرحله‌ای ایجاد شد مانند یک مجتمع سلولی می‌تواند با تحریکات بیرونی، درونی و ترکیبی از این دو تحریک شود وقتی که یک زنجیر مرحله‌ای راه اندازی می‌شود یا یک جریان تفکر را تجربه می‌کنیم یعنی یک رشته اندیشه را که به طریقی منطقی مرتب شده‌اند این نکته می‌تواند توضیح دهد که چگونه بوی عطر یا چند نغمه از یک آهنگ و ملودی خاطرات مربوط به یک دوست را به یاد ما می‌آورد.
هب معتقد است: مجتمع‌ها سلولی که هم زمان فعال می‌شوند با هم ترکیب می‌شوند و رویدادهای مشترک در محیط فرد مجتمع‌ها را می‌سازند و بعد وقتی که این رویدادها با هم اتفاق می‌افتد مجتمع‌ها به هم پیوند می‌یابند (زیرا با هم فعال می‌شوند) برای نمونه وقتی آقای X می‌آید و از قضا ساعات خوشی را با هم می‌گذرانند که این فرایند لذت بخش شبکه‌های نورونی دیگری را فعال می‌کند. بنابراین مجتمع نورونی «شنیدن ملودی خاص» با مجتمع «آمدن دوست آقای X با شنیدن آن ملودی خاص همه مجتمع‌های سلولی‌اش فعال شده و آقای X حس ادراک آمدن دوستش و لحظات شادمانی را که با هم سپری کرده‌اند را تجربه می‌کند با این مکانیسم موسیقی درمان گر قادر است با استفاده از واکنش‌های مذکور یکی از شیوه‌های موسیقی درمانی را -که البته کاربرد آن در کودکان رایج‌تر است- طرح ریزی و اجرا کند.